# شرق آسيا

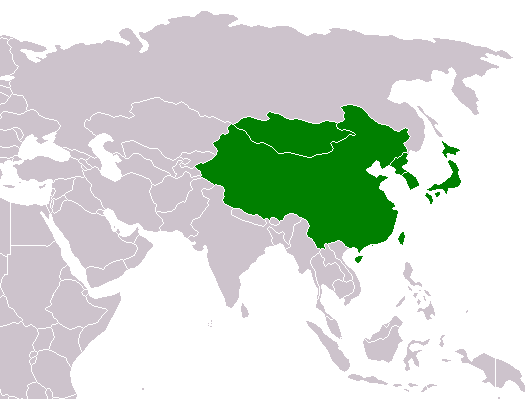
شرق آسيا

شرق آسيا هي منطقة فرعية من آسيا، وتشمل الصين، هونغ كونغ، اليابان، ماكاو، منغوليا، كوريا الشمالية، كوريا الجنوبية وتايوان. والمنطقة ذات توتر سياسي شديد، تحديداً في تقسيم كوريا والوضع السياسي لتايوان. وتتمتع هونغ كونغ وماكاو، بالحكم الذاتي رسميًا ولكنهما يخضعان بحكم القانون للسيادة الصينية. وتعتبر سنغافورة وفيتنام جزءا من المجال الثقافي لشرق آسيا نظرًا لأوجه التشابه الثقافية، والدينية، والعرقية.
وتعتبر شرق آسيا، وخاصة الحضارة الصينية، من أوائل الحضارة في العالم، وتشمل الحضارات القديمة الأخرى في شرق آسيا، والتي لا تزال قائمة إلى وقتنا الحاضر الحضارة اليابانية، الكورية والمنغولية. وقد وجدت الحضارات الأخرى المختلفة في شرق آسيا خلال العصور القديمة ولكن تم استيعابه في الحضارات المجاورة، مثل التبت، منشوريا وريوكيو، وقد أثرت الصين تأثيرًا كبيرًا في شرق آسيا حيث كانت الحضارة الرائدة في المنطقة.
يبلغ عدد سكان شرق آسيا حوالي 1.7 مليار نسمة، ويشكلون حوالي 38٪ من سكان القارة الآسيوية و 22٪ من سكان العالم. والمنطقة هي موطن لأكبر العواصم العالمية مثل بكين، هونغ كونغ، سول، شنغهاي، تايبيه، وطوكيو. وتبلغ الكثافة السكانية للمنطقة 133 نسمة لكل كيلومتر مربع (340 / ميل مربع)، أي حوالي ثلاثة أضعاف المتوسط العالمي البالغ 45 / كم 2 (120 / ميل مربع).

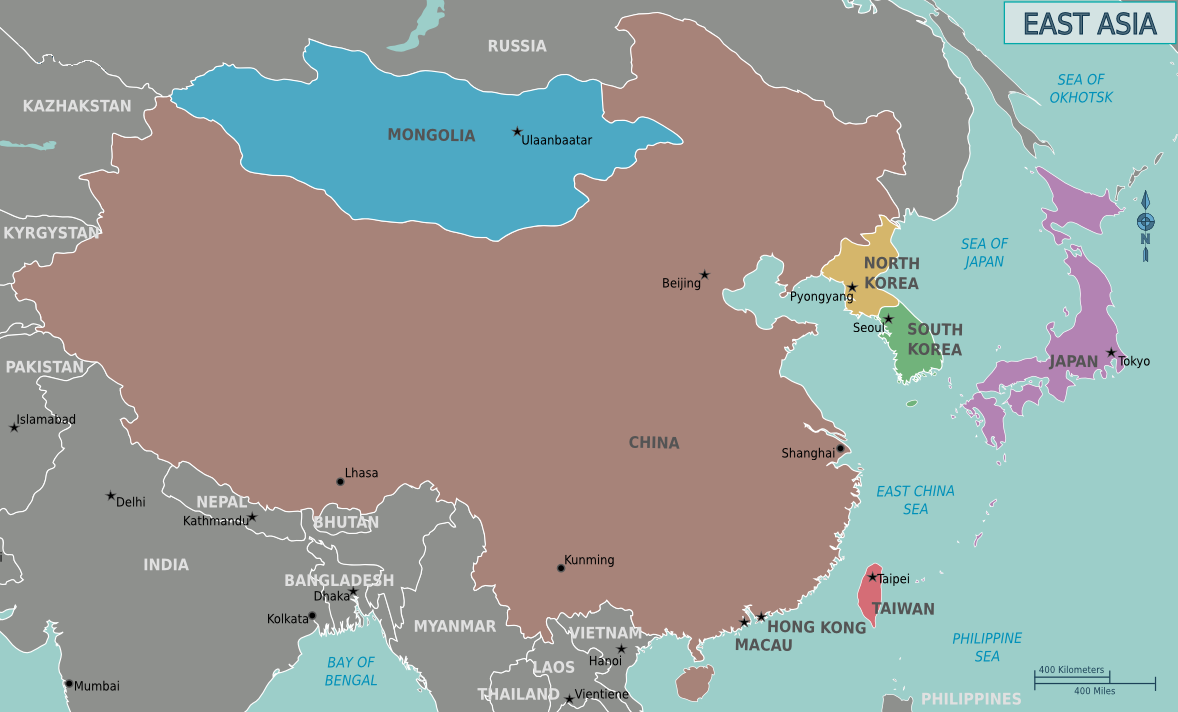
خريطة لشرق اسيا

## التعريف
في الاستعمال الشائع، فإن مصطلح «شرق آسيا» يشير عادة إلى الصين الكبرى، اليابان، وكوريا. الصين، اليابان، وكوريا تمثيل الدول الثلاث الأساسية والحضارات التقليدية شرق آسيا، لأنها مشتركة في نظام الكتابة والثقافة، فضلا عن تقاسم المبادئ الفلسفية ونظام القيم المجتمعية الكونفوشيوسية.
وفي تعارف أخرى تحدد البر الرئيسي للصين وهونغ كونغ وماكاو واليابان وكوريا الشمالية وكوريا الجنوبية وتايوان كدول تشكل شرق آسيا على أساس قربها الجغرافي وكذلك تاريخي والعلاقات الثقافية والاقتصادية الحديثة. ويشمل بعض العلماء فيتنام كجزء من شرق آسيا حيث كانت تعتبر جزءًا من مجال النفوذ الصيني الأكبر. وعلى الرغم من استمرار الكونفوشيوسية في لعب دور مهم في الثقافة الفيتنامية، لم تستخدم الأحرف الصينية في لغتها المكتوبة والعديد من المنظمات العلمية تصنف فيتنام كدولة في جنوب شرق آسيا.
وتقع منغوليا جغرافيًا شمال البر الرئيسي للصين ولكن كان للكونفوشيوسية ونظام الكتابة والثقافة الصينية تأثير محدود على المجتمع المنغولي. وبالتالي، يتم أحيانًا تجميع منغوليا مع دول آسيا الوسطى. ويُنظر أحيانًا إلى تركستان الشرقية والتبت على أنها جزء من آسيا الوسطى.

### التعريفات البديلة
هناك مناقشات حول العالم حول ما إذا كان ينبغي النظر في هذه البلدان أو المناطق في شرق آسيا أم لا.
- سنغافورة، تعتبر سنغافورة عادة جزءًا من جنوب شرق آسيا جغرافيًا. ومع ذلك، يشكل الصينيون غالبية سكان البلاد.[4] وتتشابك بقوة اقتصادها مع اقتصادات أخرى في شرق آسيا مثل الصين، هونغ كونغ، اليابان، تايوان وكوريا الجنوبية.[24] وهي أيضًا واحدة من النمور الآسيوية.[25][26]

- فيتنام، رسميا جزء من جنوب شرق آسيا، على الرغم من أنه يعتبر جزءا من نفوذ الصين، من الناحية الجغرافية السياسية.[27]

- منطقة الشرق الأقصى الفيدرالية في روسيا غالبًا ما توصف بأنها من شمال آسيا نظرًا لموقعها، على الرغم من أن هذا الجزء من روسيا يُنظر إليه غالبًا على أنه أكثر ارتباطًا بجيرانه في شرق آسيا.

## التاريخ
كانت الحضارة الصينية موجودة منذ حوالي 1500 عام قبل ظهور حضارات شرق آسيا الأخرى، ومارست السلالات الصينية تأثيرًا ثقافيًا واقتصاديًا وسياسيًا وعسكريًا هائلاً علي شرق اسيا لأكثر من ألفي عام.
وتحت حكم الإمبراطور وو من هان، جعلت أسرة هان من الصين القوة الإقليمية في شرق آسيا، حيث أظهرت الكثير من قوتها الإمبريالية على جيرانها. وكان في الصين أكبر عدد من السكان في شرق آسيا، وأكثرهم معرفة بالقراءة والكتابة وتحضرًا بالإضافة إلى كونها الأكثر تطورًا اقتصاديًا، فضلاً عن كونها الحضارة الأكثر تقدمًا من الناحية التكنولوجية والثقافية في المنطقة في ذلك الوقت.
وحدث تفاعل ثقافي وديني بين الصينيين وسلالات وممالك شرق آسيا الأخرى.و بدأ تأثير الصين على كوريا مع التوسع الشمالي الشرقي لسلالة هان في عام 108 قبل الميلاد، عندما غزا الصينيون الجزء الشمالي من شبه الجزيرة الكورية وأنشأوا مقاطعة تسمى ليلانغ.وتجذر التأثير الصيني في كوريا من خلال تضمين نظام الكتابة الصيني، والنظام النقدي. وابتداء من القرن الرابع الميلادي، أدرجت اليابان نظام الكتابة الصيني الذي تطور إلى كانجي بحلول القرن الخامس الميلادي وأصبح جزءًا مهمًا من نظام الكتابة الياباني.
مع تقوية روابط شرق آسيا مع أوروبا والعالم الغربي خلال أواخر القرن التاسع عشر، بدأت قوة الصين في التراجع. وبحلول منتصف القرن التاسع عشر، أصبحت سلالة كينغ ضعيفة ومحفوفة بالفساد السياسي الذي لم يكن قادرًا على تجديد نفسها كقوة عالمية على عكس القوى الاستعمارية الأوروبية التي أصبحت صناعية. وكانت اليابان تحول الاندفاع إلى الحداثة من دولة ساموراي إقطاعية معزولة إلى أول دولة صناعية في شرق آسيا في العصر الحديث. وعتزت اليابان موقعها كقوة عظمى في شرق آسيا.
وبحلول أوائل القرن العشرين، نجحت الإمبراطورية اليابانية في تأكيد نفسها على أنها القوة المهيمنة في شرق آسيا. وبدأت اليابان في تحدي القوى الاستعمارية الأوروبية وتولت بشكل لا ينفصم موقعًا جيوسياسيًا أكثر نشاطًا في شرق آسيا والشؤون العالمية بشكل عام. من خلال استعراض قوتها السياسية والعسكرية الناشئة، ووهزمت اليابان سلالة كينغ خلال الحرب الصينية اليابانية الأولى وكذلك هزيمة منافستها الإمبراطورية الروسية في عام 1905؛ وكان أول انتصار عسكري كبير في العصر الحديث لقوة شرق آسيوية على قوة أوروبية وخلال الحرب العالمية الثانية، ضمت اليابان كوريا وتايوان وجزء كبير من شرق الصين ومنشوريا وهونغ كونغ وجنوب شرق آسيا تحت سيطرتها لتأسيس نفسها كقوة استعمارية بحرية في شرق آسيا.
وبعد قرن من الاستغلال من قبل المستعمرين الأوروبين واليابانين، أصبحت شبه الجزيرة الكورية مستقلة ولكن بعد ذلك تم تقسيمها إلى دولتين متنافستين، في حين أصبحت تايوان الإقليم الرئيسي لجمهورية الصين بحكم الواقع بعد أن خسرالقوميون البر الرئيسي للصين لصالح جمهورية الصين الشعبية (الشيوعيون)، في الحرب الأهلية الصينية. وخلال النصف الأخير من القرن العشرين، شهدت المنطقة المعجزة الاقتصادية لليابان بعد الحرب، والتي بشرت بثلاثة عقود من النمو الاقتصادي غير المسبوق، على الرغم من عدم وجود حروب في شرق آسيا منذ عقود، إلا أن استقرار المنطقة لا يزال هشًا بسبب البرنامج النووي لكوريا الشمالية.

## الدول

### علم أصل الكلمة
| العلم          | الاسم الشائع   | الاسم الشائع           | الاسم الرسمى                                           | الاسم الرسمى                    |
| العلم          | أجنبي          | محلى                   | أجنبي                                                  | محلى                            |
| -------------- | -------------- | ---------------------- | ------------------------------------------------------ | ------------------------------- |
| الصين          | الصين          | 中国                   | جمهورية الصين الشعبية                                  | 中华人民共和国                  |
| هونغ كونغ      | هونغ كونغ      | 香港                   | منطقة هونغ كونغ الإدارية الخاصة بجمهورية الصين الشعبية | 中華人民共和國 香港特別行政區   |
| ماكاو          | ماكاو          | 澳門                   | منطقة ماكاو الإدارية الخاصة بجمهورية الصين الشعبية     | 中華人民共和國 澳門 特別 行政區 |
| اليابان        | اليابان        | 日本                   | اليابان                                                | 日本国                          |
| منغوليا        | منغوليا        | онгол улс /ᠮᠣᠩᠭᠣᠯ ᠤᠯᠤᠰ | مغوليا                                                 | онгол улс /ᠮᠣᠩᠭᠣᠯ ᠤᠯᠤᠰ          |
| تايوان         | تايون          | 臺灣/台灣              | جمهورية الصين                                          | 中華民國                        |
| كوريا الجنوبية | كوريا الجنوبية | 한국                   | جمهورية كوريا                                          | 대한민국                        |
| كوريا الشمالية | كوريا الشمالية | 조선                   | جمهورية كوريا الديمقراطية الشعبية                      | 조선 민주주의 인민 공화국       |

### الدول والأقاليم
| البلد\ الإقليم | العاصمة     | المساحة (كم2) | عدد السكان (2019) | الكثافة السكانية |
| -------------- | ----------- | ------------- | ----------------- | ---------------- |
| الصين          | بكين        | 9,640,011     | 1,427,647,786     | 138              |
| هونغ كونغ      | هونغ كونغ   | 1,104         | 7,371,730         | 6,390            |
| ماكاو          | ماكاو       | 30            | 631,636           | 18,662           |
| اليابان        | طوكيو       | 377,930       | 127,202,192       | 337              |
| منغوليا        | أولان باتور | 1,564,100     | 3,170,216         | 2                |
| كوريا الجنوبية | سول         | 100,210       | 51,171,706        | 198              |
| كوريا الشمالية | بيونغييانغ  | 36,197        | 25,549,604        | 500              |
| تايوان         | تايبيه      | 120,538       | 25,549,604        | 639              |

## الاقتصاد
| البلد          | قائمة الدول حسب الناتج المحلي الإجمالي بمليارات الدولارات الأمريكية (2020) | قائمة الدول حسب الناتج المحلي الإجمالي الاسمي للفرد بدولار الأمريكي (2020) | قائمة الدول حسب الناتج المحلي الإجمالي بمليارات الدولارات الأمريكية (2020) | قائمة الدول حسب الناتج المحلي الإجمالي للفرد بدولار الأمريكي (2020) |
| -------------- | -------------------------------------------------------------------------- | -------------------------------------------------------------------------- | -------------------------------------------------------------------------- | ------------------------------------------------------------------- |
| الصين          | 15,222.155                                                                 | 10,839.435                                                                 | 24,162.435                                                                 | 17,205.654                                                          |
| هونغ كونغ      | 341.319                                                                    | 45,175.727                                                                 | 439.459                                                                    | 58,930.534                                                          |
| ماكاو          | 26.348                                                                     | 38,769.201                                                                 | 40.049                                                                     | 111,629.024                                                         |
| اليابان        | 4,910.580                                                                  | 39,047.860                                                                 | 5,236.138                                                                  | 41,636.628                                                          |
| منغوليا        | 13.385                                                                     | 3,989.927                                                                  | 41.125                                                                     | 12,259.059                                                          |
| كوريا الشمالية | غير متاح                                                                   | غير متاح                                                                   | غير متاح                                                                   | غير متاح                                                            |
| كوريا الجنوبية | 1,586.786                                                                  | 30,644.427                                                                 | 2,293.475                                                                  | 44,292.194                                                          |
| تايوان         | 635.547                                                                    | 26,910.229                                                                 | 1,275.805                                                                  | 54,019.882                                                          |

## الديموغرافيا

### الأديان
الأديان الرئيسية في شرق آسيا هي البوذية (ومعظمهم من ماهايانا )، الكونفوشيوسية والكونفوشيوسية الجديدة، الطاوية، عبادة الأجداد، الشنتوية في اليابان، والمسيحية، والشامانية في كوريا. والشامانية المنغولية والبوذية التبتية هي سائدة بين المغول والتبتيين.

### الجماعات العرقية
| الجماعة العرقية | تعداد السكان  | اللغات                    | الدول                                                    |
| --------------- | ------------- | ------------------------- | -------------------------------------------------------- |
| الهان           | 1,268,000,000 | الصينية                   | الصين، اليابان، كوريا الجنوبية، ماكاو، هونغ كونغ، تايوان |
| ياماتو          | 125,117,000   | اليابانية                 | اليابان                                                  |
| الكوريون        | 79,432,225    | الكورية                   | كوريا الجنوبية، كوريا الشمالية، الصين، اليابان           |
| باي             | 1,858,063     | جنوب غرب الماندرين، الباي | الصين                                                    |
| هوي             | 10,586,087    | الصينية                   | الصين                                                    |
| المغول          | 8,942,528     | المنغولية، السيريلة       | الصين، منغوليا                                           |
| التبتيون        | 6,500,000     | التبيتية                  | الصين                                                    |
| الإيغور         | 15,000,000+   | الإيغورية                 | الصين                                                    |
| المانشو         | 10,422,873    | الصينية، لغة المانشو      | الصين                                                    |
| دور             | 131,992       | الصينية، لغة دور          | الصين، منغولبا                                           |
| يي              | 8,714,393     | الصينية                   | الصين                                                    |
| دونغ            | 2,879,974     | الدونغية                  | الصين                                                    |
| تايوانيون       | 533,600       | اللغات الاسترونيزية       | تايوان                                                   |
| ريوكيوان        | 1,900,000     | اليابانية، الريوكيوان     | اليابان                                                  |
| اينو            | 200,000       | اليابانية، الاينوية       | اليابان                                                  |
| تويجا           | 8,353,912     | لغة تويجا                 | الصين                                                    |

### المدن الكبرى
| المدينة     | البلد          | صورة | معلومات |
| ----------- | -------------- | ---- | --- |
| بكين        | الصين          |      | هي عاصمة جمهورية الصين الشعبية وأكبر مدينة في شمال الصين.                                                                                                |
| غوانزو      | الصين          |      | هي واحدة من أهم المدن في جنوب الصين. يمتد تاريخها إلى أكثر من 2200 عام وكانت محطة رئيسية لطريق الحرير البحري ولا تزال تعمل كميناء رئيسي ومركز نقل اليوم. |
| هونغ كونغ   | الصين          |      | هي واحدة من المراكز المالية العالمية الرائدة في العالم وتشتهر بأنها مدينة عالمية.                                                                        |
| كاوهسيونغ   | تايوان         |      | هي عاصمة الميناء وأكبر مدينة في جنوب تايوان. |
| كيوتو       | اليابان        |      | كانت كيوتو العاصمة الإمبراطورية لليابان لمدة أحد عشر قرنًا.                                                                                               |
| أوساكا      | اليابان        |      | هي ثاني أكبر منطقة حضرية في اليابان. |
| بيونغ يانغ  | كوريا الشمالية |      | هي عاصمة كوريا الشمالية. |
| شنغهاي      | الصين          |      | هي أكبر مدينة في الصين وواحدة من أكبر المدن في العالم، وهي مركز مالي عالمي ومركز نقل يضم أكثر موانئ الحاويات ازدحامًا في العالم.                          |
| سول         | كوريا الجنوبية |      | هي عاصمة كوريا الجنوبية، وهي واحدة من أكبر المدن في العالم ومركز التكنولوجيا العالمي الرائد.                                                             |
| تايبيه      | تايوان         |      | هي العاصمة الفعلية لجمهورية الصين (تايوان) وترسي منطقة صناعية رئيسية عالية التقنية في تايوان.                                                            |
| طوكيو       | اليابان        |      | هي عاصمة اليابان وواحدة من أكبر المدن في العالم، سواء من حيث عدد السكان أو الاقتصاد.                                                                     |
| أولان باتور | منغوليا        |      | هي عاصمة منغوليا ويبلغ عدد سكانها مليون نسمة اعتبارًا من عام 2008.                                                                                        |
| شيان        | الصين          |      | أو تشانغآن هي أقدم عواصم الصين القديمة الأربعة، وقد احتلت هذا المنصب تحت العديد من أهم السلالات. ولها تأثير ثقافي كبير في شرق آسيا.                      |

## حضارة شرق آسيا

### لمحة عامة
تأثرت ثقافة شرق آسيا إلى حد كبير بالصين، إذ كانت الحضارة ذا التأثير الأكبر في المنطقة عبر العصور التي أرست في النهاية أساس حضارة شرق آسيا. اعتبرت المعرفة والبراعة الواسعة للحضارة الصينية وكلاسيكيات الأدب والثقافة الصينية أسس الحياة الحضارية في شرق آسيا. عملت الإمبراطورية الصينية كوسيلة تبنيت عن طريقها الفلسفة الأخلاقية الكونفوشية، ونظام التقويم الصيني، والنظم السياسية والقانونية، والأسلوب المعماري، والنظام الغذائي، والمصطلحات، والمؤسسات، والمعتقدات الدينية، والاختبارات الإمبراطورية التي أكدت على معرفة الكلاسيكيات الصينية، والفلسفة السياسية ونظم القيم الثقافية، فضلًا عن المشاركة التاريخية في نظام كتابة مشترك انعكس في تاريخ اليابان وكوريا. اعتبر النظام الترفيدي الإمبراطوري الصيني حجر الأساس لشبكة التجارة والعلاقات الخارجية بين الصين الدول الترفيدية في شرق آسيا، والذي ساعد على تشكيل معظم شؤون شرق آسيا في خلال العصور القديمة والعصور الوسطى. سهّلت السلالات الإمبراطورية الصينية المختلفة بفضل النظام الترفيدي التبادل الاقتصادي والثقافي المتكرر الذي أثر على ثقافتي اليابان وكوريا وجذبهما إلى النظام الدولي الصيني. شكل النظام الترفيدي الإمبراطوري الصيني معظم السياسة شرق آسيا الخارجية تجارتها لأكثر من ألفي عام بسبب الهيمنة الاقتصادية والثقافية للإمبراطورية الصينية على المنطقة، وبالتالي لعب دورًا كبيرًا في تاريخ شرق آسيا خصوصًا. وشبهت العلاقة بين الصين وتأثيرها الثقافي على شرق آسيا بالتأثير التاريخي للحضارة اليونانية الرومانية على أوروبا والعالم الغربي.